# الكسندر موراي (ضابط)
الكسندر موراي (بالإنجليزية: Alexander Murray)‏ هو ضابط أمريكي، ولد في 12 يوليو 1755 في تشيسترتاون في الولايات المتحدة، وتوفي في 6 أكتوبر 1821 في فيلادلفيا في الولايات المتحدة.